# Paul Munnery
Paul Munnery (* 28. März 1942; †  27. Dezember 2019) war ein britischer Jazzmusiker (Posaune, auch Slide Guitar, Arrangement, Gesang).

## Leben und Wirken
Munnery war in der nordenglischen Musikszene des Traditional und Mainstream Jazz aktiv; erste Plattenaufnahmen entstanden 1964 mit dem Orchester des Kornettisten Dud Clews („Milenberg Joys“), dem er bis in die späten 1970er-Jahre angehören sollte. Ab den 1980er-Jahren spielte er u. a. mit John Osborne, Chris Williams’ Jazzers, John Shillito and The Rhythm Aces und ab 1990 (u. a. mit Roy Cansdale) in der Lake Records All-Star Jazzband und mit Steve Mellor's Chicago Hoods, für die er auch arrangierte. Mit Dan Pawson's New Orleans Jazz Band gastierte er 1987 auf der Festa New Orleans Music in Ascona. Auf dem Jazz Festival in Bude trat er 1990–92 mit einer eigenen Formation auf, Paul Munnery’s Harlem Hot Five. Munnery war des Weiteren 30 Jahre lang Leiter des elfköpfigen Ensembles Harlem, das im Vintage-Stil u. a. frühe Ellington-Nummern wie „Foggy Bottom Stomp“ spielte und den Stil von J. C. Higginbotham, Tricky Sam Nanton, Benny Morton und Dickie Wells nachempfand.
1997 nahm er für Lake Records sein selbstbetiteltes Debütalbum Paul Munnery & His Band auf, an dem Norman Field (Saxophon, Klarinette), Roger Heeley (Piano), Paul Degville (Gitarre), Roscoe Birchmore (Bass) und Nick Ward (Schlagzeug) mitwirkten. Darauf interpretierte er (z. T. auch als Vokalist) Jazzstandards wie „Basin Street Blues“, „Honeysuckle Rose“, „Sent for You Yesterday“ und „Too Marvellous for Words“.
In späteren Jahren trat Munnery noch regelmäßig auf den Whitley Bay Jazz Festivals/Jazz Parties in Whitley Bay, North Tyneside auf, außerdem tourte er in Großbritannien und Kontinentaleuropa mit Thomas „Spats“ Langhams’ The Rhythm Boys und begleitete beim Whitley Bay Festival die dort gastierende Sängerin Cécile McLorin Salvant. Ab 2000 entstanden noch Aufnahmen mit Jeff Barnhart’s British Band, Bix Centennial Band, Mike Cox’s Bayou Crawlers sowie Spats and his Rhythm Boys. Im Bereich des Jazz war er laut Tom Lord zwischen 1964 und 2010 an 56 Aufnahmesessions beteiligt, u. a. auch mit der Sängerin Marilyn Middleton Pollock.

## Diskographische Hinweise
- Paul Munnery’s Swing Street with John Shillito & Robert Fowler: Stumbling Into Paradise(PEK; 2006), mit Nick Gill, Rachel Hayward, Tony Sharp, Dion Cochrane
- Paul Munnery’s Swing Street with Mellow Avstreih: Carefree Together (PEK, 2007), mit Hugh Roberts, Rod Kelly, Phil Blandford, Rachel Hayward, Tony Sharp, Al Sharpe